# Камак (Џорџија)
Камак (енгл. Camak) град је у америчкој савезној држави Џорџија. По попису становништва из 2010. у њему је живело 138 становника.

## Демографија
Према попису становништва из 2010. у граду је живело 138 становника, што је 27 (16,4%) становника мање него 2000. године.
| Група             | 2000.      | 2010.      |
| Белци             | 76 (46,1%) | 65 (47,1%) |
| Афроамериканци    | 88 (53,3%) | 69 (50,0%) |
| Азијати           | 0 (0,0%)   | 0 (0,0%)   |
| Хиспаноамериканци | 0 (0,0%)   | 2 (1,4%)   |
| Укупно            | 165        | 138        |